# Elimia cahawbensis
Elimia cahawbensis (лат.) — вид пресноводных улиток, названный в честь реки Кахаба, протекающей в штате Алабама. Эндемик США. Имеют оперкулум. Сохранение этого вида не вызывает особых опасений у экологов.

## Разновидности
- E. c. cahawbensis
- E. c. fraterna